# Site archéologique du bois du Pinel
Le site archéologique du bois du Pinel est le vestige d'un ensemble fortifié situé sur la commune d'Argentré-du-Plessis, dans le département d’Ille-et-Vilaine en région Bretagne. 

## Localisation
Il se trouve à l'est du département et au sud du territoire de la commune Argentré-du-Plessis, non loin au nord du bourg de Saint-Germain-du-Pinel. Le site est désormais recouvert par le bois du Pinel qui lui a donné son nom.

## Historique
Le site archéologique date du XIe siècle.
Il est inscrit au titre des monuments historiques depuis le 8 septembre 1995,.

## Architecture
L’ensemble fortifié est situé sur un plateau boisé. Il est constitué d’une motte de 30 mètres de diamètre présentant un glacis au nord-est, d’une basse cour de 110 m2  en fer à cheval entourée d’un talus et de deux fossés à l’est, d’une seconde basse cour d’une cinquantaine de mètres de long protégée par un fossé au sud et de deux retranchements rectangulaires entourés de fossés. 